# Pierre Akendengué

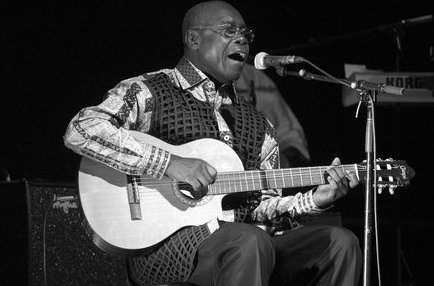
Pierre Akendengué

Pierre-Claver Akendengué (* 25. April 1943 auf Awuta, Gabun) ist ein Sänger und Musiker aus Gabun.

## Biographie
Pierre Akendengué wurde auf Awuta geboren, einer vor der Küstenstadt Port-Gentil gelegenen Insel. Als Kind fertigte er erste Kompositionen und war bereits als Jugendlicher im Radio zu hören. Nach dem Schulabschluss verließ er Gabun, ging nach Frankreich und verfolgte an der Universität Caen ein Psychologiestudium, in dem er 1976 promovierte. In dieser Zeit ereilte ihn ein schweres Augenleiden, das zu seiner Erblindung führte. In einer Talentshow im französischen Rundfunk, dem Le Petit Conservatoire de la chanson, wurde seine Begabung von der Sängerin Mireille Hartuch entdeckt und gefördert.
Über erste Aufnahmen kam er in Kontakt zu Pierre Barouh, mit dem er 1966 das Label Saravah gründete und 1974 seine erste Langspielplatte Nandipo produzierte. Dieses Album bestand ausschließlich aus Eigenkompositionen von Akendengué, die er in Französisch und in Nkomi vortrug, untermalt von den treibenden Rhythmen des  Perkussionisten Naná Vasconcelos. Lange bevor Weltmusik als Label breite Anerkennung fand, entwickelte Akendengué einen unverwechselbaren und raffinierten Sound aus verschiedenen musikalischen Stilrichtungen. The Wire’s „100 Records That Set the World on Fire (While No One Was Listening)“ listet Akendengués Debüt auf den vorderen Rängen, bei dem monatlich erscheinenden Welt-Musik-Magazin "Vibration" wird Nandipo zu den 50 wichtigsten Erscheinungen afrikanischer Musik gezählt.
Die Vielseitigkeit und Experimentierfreude der frühen Alben sollte zu seinem Markenzeichen werden. Nach der Rückkehr in den Gabun übte er historische Gesangstechniken wie das solfeggio oder den cantus planus ein. Zusammen mit dem Komponisten Hughes de Courson veröffentlichte er 1993 das Album Lambarena, das die Musik Johann Sebastian Bachs mit traditionellen westafrikanischen Klängen verbindet.
Ab den frühen 1990er Jahren war er Berater sowohl des Kultusministers als auch des Präsidenten Gabuns, Omar Bongo.

## Diskografie
- 1973 Nkere
- 1974 Nandipo
- 1976 Africa Obota[4]
- 1978 Eseringuila
- 1979 Owende
- 1980 Mengo
- 1982 Awana W’Afrika
- 1983 Mando
- 1984 Réveil de l’Afrique
- 1986 Piroguier
- 1986 Sarraouinia
- 1988 Espoir à Soweto
- 1990 Silence
- 1993 Pierre Akendengué & Hughes de Courson Lambarena[5]
- 1995 Maladadite
- 1996 Carrefour Rio
- 2000 Obakadences
- 2004 Ekunda-Sah
- 2005 Gorée
- 2009 Verité d’Afrique[6]
- 2013 Destinée
- 2018 La couleur de l’Afrique